# كوليما
كوليما تعتبر أكثر من بحيرة كبيرة تقع في وسط فنلندا. بحيرة مفتوحة مع بعض الجزر وبعض نطاقات الصخور. تقريبا نصف البحيرة محمي في برنامج ناتورا 2000 بسبب الحالة الطبيعية والهيدرولوجية الجيدة للبحيرة.
البحيرة مناسبة للتجديف وهناك خرائط متاحة لسياح المياه. يبدأ أحد الطرق من بهتيبوداس ويذهب جنوبا إلى منحدرات كارناكوسكي.